# Friburguense Atlético Clube
Friburguense Atlético Clube é uma agremiação esportiva da cidade de Nova Friburgo, no estado do Rio de Janeiro, no Brasil. Foi fundado em 14 de março de 1980.

## História

### Antecedentes

#### Fluminense Atlético Clube (1921-1980)
O Fluminense Atlético Clube foi fundado no dia 14 de março de 1921 devido ao descontentamento de alguns atletas e diretores do Friburgo Football Club, que não encontravam espaço para jogar. Treinavam durante a semana, mas nos jogos dos fins de semana quem entrava em campo eram os membros das famílias fundadoras do clube, que estudavam no Rio de Janeiro. 
O clube foi 13 vezes campeão do Campeonato Citadino de Nova Friburgo (Segundo maior campeão), tendo conquistado a primeira edição do torneio no ano de 1925. Até a década de 50 conquistou a hegemonia do futebol friburguense, destaque para o tetra campeonato (35, 36, 37 e 38). Sua maior rivalidade sempre foi com Friburgo Football Club, os clássicos Flu x Fri eram sempre disputadíssimos e atraiam grande público. Seu primeiro campo se localizava bem próximo à praça do suspiro, onde hoje é o teatro municipal Laércio Ventura. 
Em 1951, o prefeito César Guinle doou uma área de 22.400 metros quadrados que lhe pertencia para que o Flu construísse seu estádio. Batizado de Eduardo Guinle, em homenagem ao pai de César. O estádio foi inaugurado no dia 10 de maio de 1954 em um amistoso contra o Fluminense Football Club. O jogo foi vencido pelos cariocas (3 a 1). 
Em 1979 o clube disputou a primeira divisão do campeonato carioca, disputado entre maio e setembro, e o campeonato carioca especial, disputado entre fevereiro e abril, tendo conquistado a vaga por meio da quarta colocação no campeonato Fluminense de 1978.

### Fusão do Fluminense com o Serrano
O Friburguense Atlético Clube foi fundado em 14 de março de 1980, a partir da fusão de dois clubes de Nova Friburgo, o Fluminense Atlético Clube e o Serrano Futebol Clube. Do primeiro, o Friburguense herdou a cor azul e, do segundo, a cor vermelha. Entre seus fundadores, estavam Francisco Sampaio, Jorge El-Jaick, Tuffy El-Jaick, João Bizzoto e Ernesto P. Faria e Henrique F. Leal. O primeiro presidente do Friburguense foi Francisco Mastrângelo.
Logo em seu primeiro ano de fundação, estreou na Segunda Divisão do Campeonato Estadual, ficando apenas na sétima posição. Permaneceu mais dois anos disputando o acesso e, em 1983, chegou ao segundo lugar após uma sequência de três vitórias seguidas, qualificando-se para a disputa da primeira divisão, onde acabou ficando em último lugar em 1984, sendo rebaixado de volta a segundona. Depois de ficar mais dois anos disputando o acesso, o Friburguense foi novamente vice-campeão da segunda divisão fluminense em 1987, perdendo para o Volta Redonda na final. Entretanto, mais uma vez, no ano de 1988 o time fez uma campanha ruim e acabou sendo rebaixado.
A partir da década de 1990, o clube começou a ganhar destaque no cenário estadual. Após dois vice-campeonatos, o time conquistou a Série B do Campeonato Estadual de Profissionais em 1994. Foram destaques na campanha: o excelente goleiro Adílson (posteriormente jogou no Fluminense), Marcelo Rodrigues, Tim, Adílio e Dedei. Foi uma campanha muito consistente, com 12 vitórias em 19 jogos, a vitória de 3 a 0 contra o São Cristóvão sacramentou a conquista.E novamente, em 1997, conseguiu o título, chegando ao bicampeonato contra o Ceres, de Bangu. O bom zagueiro Tim foi fundamental, pois fez um belo gol de falta na primeira partida final, em Nova Friburgo. Após esse 1 a 0 para o tricolor serrano, bastou um empate de 1 a 1 em Bangu para garantir o êxito. Em 1998, depois da boa campanha no estadual, o clube conseguiu uma vaga no Série C do Brasileiro. Entretanto, não fez uma boa campanha, sendo desclassificado logo na primeira fase. No ano seguinte, o clube conseguiu sua melhor campanha na Série A estadual, ficando em quarto lugar.

### Anos recentes
Nos anos de 2000 e 2001, disputou novamente a Série C do Brasileiro, após obter boas campanhas no estadual. Já em 2002, o Friburguense fez uma das suas melhores campanhas, chegando na quarta posição e sendo eliminado nas semifinais do Campeonato Estadual de Profissionais. Após uma campanha regular no ano de 2003, a equipe chegou à semifinal da Taça Rio em 2004, sendo eliminado pelo Vasco da Gama nos pênaltis. Com a boa campanha, ficou em sexto lugar na classificação geral e se classificou para a Série C do Campeonato Brasileiro pela quinta vez.
Ficou em nono lugar no Campeonato Estadual de 2005, ano em que o clube disputou, pela primeira vez, a Copa do Brasil, passando na primeira fase pelo Caldense. Mas, na fase seguinte, acabou sendo eliminado pelo Internacional depois de empatar em casa por 1 a 1 e perder fora por 4 a 0. Em 2006, fez boa campanha no estadual e terminou em sexto lugar na classificação geral.
No campeonato estadual de 2007, o Friburguense terminou na sexta posição. Com esse desempenho, o Friburguense se classificou para a disputa da Série C do Campeonato Brasileiro de 2007. Ficou em terceiro lugar no seu grupo. Com isso, não passou para a fase seguinte. Ja no ano de 2008 o clube iniciou uma reforma no estádio, inaugurando, em 2009, um placar eletrônico, vestiários para árbitros e assistentes e uma cabine para transmissão televisiva, para poder receber em casa jogos contra os quatro grandes times do Rio.
Em 2009, teve um bom desempenho no Campeonato Carioca e conseguiu a classificação para o Campeonato Brasileiro da Série D, do qual foi eliminado na primeira fase, com apenas 1 vitória na competição, conquistada sobre o Madureira. Nesse mesmo ano, no dia 19 de abril, o Friburguense fez bonito, faturando a Copa João Elis Filho, após a difícil disputa de pênaltis contra o Tigres do Brasil, pode ser dito que o arqueiro Adriano, ex-Flamengo e América-RJ, foi o herói dessa disputa.Em 2010 não fez uma boa campanha no estadual. Junto com as equipes do Duque de Caxias e Resende, disputou o triangular da morte, ficando em último lugar e, após treze anos na Série A do estadual, acabou sendo rebaixado para a Série B. Disputou também a Copa Rio, onde ficou em quinto lugar na classificação, sendo eliminado na penúltima fase.
No ano de 2011, o Friburguense disputou a Série B do Campeonato Estadual, perdendo apenas dois jogos dos quarenta disputados e chegando ao vice-campeonato, conquistando o acesso para a Série A do Campeonato Estadual. Também disputou a Copa Rio e fez a melhor campanha da competição, mas foi apenas vice-campeão, perdendo para o Madureira na final. Consequentemente, conquistou a vaga para o Campeonato Brasileiro da Série D.
Em 2012, de volta a elite do futebol carioca, o Friburguense fez uma campanha muito boa na Taça Guanabara, chegando a disputar o Troféu Edílson Silva, onde foi vice-campeão, perdendo nos pênaltis para o Nova Iguaçu. Já na Taça Rio a equipe fez uma campanha razoável, ficando assim em 8.º na classificação final do campeonato. No mesmo ano o Friburguense disputou o Campeonato Brasileiro da Série D, chegou até as quartas-de-final, mas foi eliminado pelo CRAC. No primeiro jogo fora de casa o Tricolor perdeu por 2 a 0 e no jogo de volta chegou a fazer 3 a 0 em 20 minutos da partida, mas sofreu um gol e deixou o acesso escapar. Abalado pela eliminação, o time não se firmou na Copa Rio e foi eliminado logo na primeira fase.
No Carioca 2013 a equipe fez uma campanha regular e encerrou a participação em 9º. Na Copa Rio do mesmo ano jogou com a equipe muito desfalcada devido a empréstimos e não passou da primeira fase. E no ano de 2014, a equipe que permanece a mesma desde 2011, terminou o Estadual na 6ª posição. O destaque do ano foi o vice-campeonato da Taça Rio. O Tricolor da Serra venceu a partida que precisava para sagrar-se campeão, porém o Boavista derrotou o Bangu no último lance de sua partida e conquistou o título.
Em 2016, o Friburguense foi novamente rebaixado no Campeonato Carioca, após ter sido eliminado na 1ª fase e ficar em penúltimo lugar no grupo D, após 5 anos na elite.
O Friburguense participou da Copa Rio de 2016, sendo a sua 16º Participação no Torneio. O clube conseguiu chegar até a Final, e enfrentou a Portuguesa-RJ. Apesar de encerrada no dia 22 de outubro, a competição não teve um campeão definido após a partida final – vencida pelo Friburguense nos pênaltis. Um dia antes da decisão, o Tribunal de Justiça Desportiva do Rio de Janeiro (TJD-RJ) concedeu liminar à Portuguesa-RJ sob alegação de irregularidade na inscrição do jogador Diego Guerra, do Friburguense, na primeira partida da final. No dia 28 de outubro, o TJD decidiu por unanimidade punir o clube de Nova Friburgo em primeira instância, dando o título da competição à Portuguesa-RJ. No dia 5 de novembro, o Friburguense acionou o Pleno do TJD para recorrer da decisão. No segundo julgamento, no dia 14 de dezembro, o TJD manteve a punição e o título da Portuguesa-RJ.
Em 2017, o Friburguense jogou a Copa do Brasil de Futebol de 2017, porém foi eliminado na primeira fase pelo Oeste pelo placar de 1x0.
Em 2019, o tricolor retorna à Série A do Campeonato Carioca com o título da Série B1, após a classificação na semifinal contra o Goytacaz por 3 a 0 no placar agregado, o que garantiu a vaga na elite, e a vitória contra o America na final pelo placar agregado de 3 a 2.
Em 2020, o Friburguense ficou em último na fase preliminar do Campeonato Carioca, somando apenas 4 pontos, porém na rodada de rebaixamento, o Friburguense ficou em primeiro lugar, com 11 pontos, se safando do rebaixamento.
Em 2021, o Friburguense acabou ficando na lanterna da Seletiva do Carioca e foi rebaixado para a Série A2.
Em 2022, o Friburguense ficou em 4° no grupo B da Taça Santos Dumont e em 5° no grupo B da Taça Corcovado, ficando em 8° na classificação geral, permanecendo na Série A2 para 2023.
Em 2023, o Friburguense ficou na lanterna da Série A2 e acabou sendo rebaixado.
No mesmo ano o Friburguense jogou a Série B1, porém o mesmo acabou ficando em 5° lugar, ficando sem chances de subir.
Em 2024, o Friburguense acabou ficando em 5° lugar na Série B1 e não caiu e nem subiu.

## Estádio
O Friburguense manda seus jogos no Estádio Eduardo Guinle, em Nova Friburgo.

## Símbolos

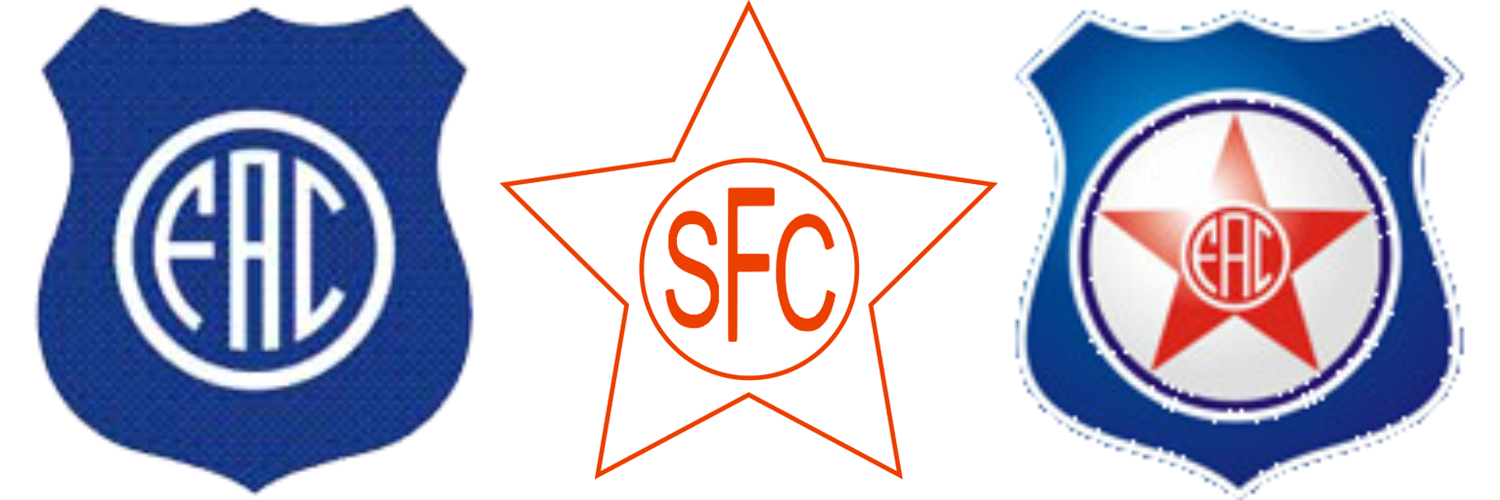
Na esquerda o escudo do Fluminense Atlético Clube, no meio o escudo do Serrano Futebol Clube e na direita uma versão antiga do escudo do Friburguense.

O Friburguense Atlético Clube, ao longo de sua história, adotou símbolos que representam a identidade e a tradição do clube, além de refletir a fusão entre o Fluminense Atlético Clube e o Serrano Futebol Clube.

## Rivalidade
• Friburguense X Serrano
Esse clássico reúne os dois principais times da Serra Fluminense, o Serrano é da cidade de Petrópolis.

## Títulos
| ESTADUAIS          | ESTADUAIS                     | ESTADUAIS | ESTADUAIS         |
|                    | Competição                    | Títulos   | Temporadas        |
| ------------------ | ----------------------------- | --------- | ----------------- |
|                    | Campeonato Carioca - Série A2 | 3         | 1994, 1997 e 2019 |
|                    | Troféu João Ellis Filho       | 1         | 2009              |
| TURNOS DO ESTADUAL |                               |           |                   |
|                    | Competição                    | Títulos   | Temporadas        |
|                    | Taça Corcovado                | 1         | 2019              |

### Destaques
- Vice-campeão Carioca - Série A2: (1983, 1987 e 2011)
- Vice-campeão Copa Rio: (2011 e 2016)
- Vice-campeão Troféu Edílson Silva: (2012)
- Vice-campeão Taça Rio: (2014)

## Treinadores
- Vanderlei Luxemburgo (1984)[37]

## Torcida

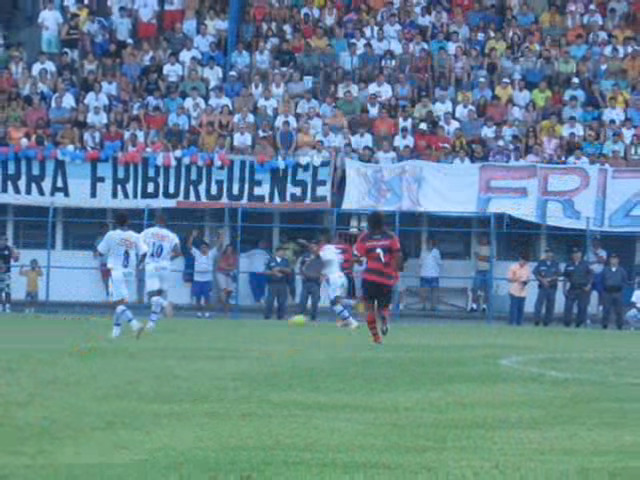
Torcida Garra Friburguense no estádio Eduardo Guinle, já próximo ao encerramento das atividades - 2007

## Estatísticas

### Participações
|  | Participações em 2025 |

| Competição                      | Temporadas | Melhor campanha            | Estreia | Última | P | R |
| ------------------------------- | ---------- | -------------------------- | ------- | ------ | - | - |
| Campeonato Carioca              | 22         | 4º colocado (1999 e 2002)  | 1984    | 2021   |   | 5 |
| Campeonato Carioca - Série A2   | 16         | Campeão (3 vezes)          | 1980    | 2023   | 6 | 1 |
| Campeonato Carioca - Série B1   | 3          | 5º colocado (2023 e 2024)  | 2023    | 2025   | – | – |
| Copa Rio                        | 21         | Vice-campeão (2011 e 2016) | 1991    | 2024   |   |   |
| Campeonato Brasileiro - Série C | 6          | 39º colocado (2001)        | 1998    | 2007   | – | – |
| Campeonato Brasileiro - Série D | 2          | 6º colocado (2012)         | 2009    | 2012   | – |   |
| Copa do Brasil                  | 2          | 2ª fase (2005)             | 2005    | 2017   |   |   |